# Pozorování voleb
Pozorování voleb má sloužit k prověření, zda volby proběhly svobodně, demokraticky v souladu se zákonem a mezinárodními standardy bez podvodů a falšování.

## Volební pozorovatelé
Jedním z důležitých prvků demokracie jsou všeobecné a svobodné volby. Přípravu a průběh voleb často sledují volební pozorovatelé, kteří hodnotí, zda volby probíhají v souladu se zákonem a s mezinárodními standardy. Tyto standardy v Evropě stanovila Organizace pro bezpečnost a spolupráci v Evropě (OBSE) a její Kancelář pro demokratické instituce a lidská práva (ODIHR) se sídlem ve Varšavě, která se zabývá pozorováním voleb v členských státech OBSE. Volební pozorovatele rovněž vysílá Evropská unie, včetně Evropského parlamentu.
Většinou zákon specifikuje, kdo může pozorovat volby.  Volební pozorovatelé mohu být domácí a zahraniční.  Domácí volební pozorovatelé jsou zpravidla  zástupci politických stran, nevládních organizací a občanských sdružení, novináři, apod. Zahraniční pozorovatelé pozorují volby na základě pozvání vlády či hlavní volební komise dané země, která chce prokázat vysoký standard voleb.

## Postup OBSE při pozorování voleb
Do země je nejdříve vyslána Hodnotící mise, která zjišťuje na základě volební legislativy, situace v zemi a předchozích volebních pozorování potřebu vyslání Hlavního týmu (Core team), dlouhodobých a krátkodobých pozorovatelů. Na základě zprávy Hodnotící mise jsou členské státy OBSE vyzvány k nominování dlouhodobých a krátkodobých pozorovatelů. 
Dlouhodobí pozorovatelé přijíždí do země na minimálně měsíc, aby sledovali volební kampaň, zda mají všichni kandidáti rovný přístup do médií, možnost vést kampaň, zda nedochází k zastrašování či nakupování voličů, atd. Rovněž zajišťují ve své oblasti vše potřebné pro příjezd krátkodobých pozorovatelů, tj. rozdělení volebních okrsků a logistiku (ubytování, dopravu během voleb, překladatele, apod.).
Krátkodobí pozorovatelé přijíždí většinou na týden. Po příjezdu probíhá školení, během nějž pozorovatelé jsou seznámeni s volební legislativou, dosavadním průběhem kampaně, bezpečnostní situací, předpokládaným průběhem volebního dne, možnými problematickými prvky hlasování, sčítání výsledků voleb a hlášení výsledků.

## Formy ovlivňování a falšování volebních výsledků
Nejlepší způsob ovlivnění voleb je přesvědčit voliče před samotným hlasováním, že pokud nebudou hlasovat pro kandidát-a, -tku, -ty vládní strany, bude to mít pro ně negativní dopad, např. ztratí práci. Jedná se o zastrašování voličů. Např. měsíc před volbami se do továrny přijme 100 nových pracovníků a rozšíří se informace, že kdo nebude hlasovat pro "stranu", ten bude propuštěn, resp. nahrazen novými pracovníky, a vedení bude vědět, jak kdo hlasoval. Poté již volby mohou být bez jakéhokoliv falšování, s vysokou účastí, protože se všichni bojí o místo.
Další formou je falšování při sčítání hlasů, respektive hlášení výsledků z jednotlivých okrsků do oblastní či centrální volební komise, kdy pozorovatelé nemají přístup, resp. nevidí jaké výsledky jsou zadávány do počítačů, zda se zadávané údaje neliší od těch, které byly nahlášeny volební komisí.Výsledky pak jsou zveřejňovány souhrnně, ne za jednotlivé volební místnosti, takže se jen obtížně dá zkontrolovat, zda konečný výsledek je součtem těch dílčích výsledků.
Nákup hlasů je jednou z forem ovlivňování voleb. Tam, kde volební lístek/lístky volič dostává až ve volební místnosti, volič je např. instruován, aby vyfotil za plentou svůj vyplněný volební lístek a ukázal pak foto k získání finanční odměny. Proto je v některých zemích zakázáno fotografování za plentou či ve volební místnosti. Nebo volič dostane před vstupem do volební místnosti vyplněný volební lístek, který za plentou přeloží (vloží do obálky) a vhodí do urny. Volební lístek, který obdržel ve volební místnosti při registraci, si schová a odevzdá jej po odchodu z volební místnosti osobě, která mu dala vyplněný lístek.
Skupinové hlasování (rodinné hlasování – Family voting) je situace, kdy za plentou je skupina osob a společně vyplňují volební lístky.
Hlasování v zastoupení (Proxy voting), kdy za další osobu hlasuje někdo jiný.  V některých zemích je to povolené, jinde zakázané a jedná se o volební podvod.
Nacpávání volební urny volebními lístky jednou osobou případně členy volební komise (Ballot box stuffing). V některých případech je volební urna z průhledného materiálu a v ní je vidět balík volebních lístků, které tam byly vhozeny najednou jednou osobou, protože není možné, aby např. 5 volebních lístků bylo společně přeloženo, pokud každý volič má 1 volební lístek.
Vícenásobné hlasování, kdy jedna osoba volí několikrát ve stejné volební místnosti či v různých volebních místnostech. S tím je spojen i Bussing či Carousel voting, což znamená dopravování voličů z jedné volební místnosti do další, aby mohli opakovaně volit.
V ČR vysílání pozorovatelů do zahraničí zajišťuje Ministerstvo zahraničních věcí, na jehož internetových stránkách lze nalézt potřebné informace.